# الحيمة (فرع العدين)

تعديل مصدري - تعديل

الحيمة محلة تابعة لقرية حسيد، التابعة لعزلة العاقبة بمديرية فرع العدين إحدى مديريات محافظة إب في الجمهورية اليمنية، بلغ تعداد سكانها 146 حسب تعداد اليمن لعام 2004.